# Baladas (álbum de Perico Sambeat)
Baladas es el nombre del decimonoveno álbum del saxofonista de jazz Perico Sambeat. Está interpretado por un cuarteto formado por el propio Perico Sambeat junto a Bernardo Sassetti, Javier Colina y Borja Barrueta, siendo el primer trabajo publicado por esta formación. Fue lanzado al mercado en el año 2011 por Produccions ContraBaix.

## Lista de composiciones
1. "I Cover The Waterfront" (Heyman - Green) - 6:35
2. "María de la O" (Salvador Valverde, Rafael de León, Manuel Quiroga) - 5:02
3. "Please Tell Me Now" (Clawson - Pope) - 5:00
4. "Huella del silencio" (Perico Sambeat) - 3.52
5. "Tú, mi delirio" (César Portillo de la Luz) - 4:49
6. "Los aretes de la luna" (José Dolores Quiñones) - 4:35
7. "Noche azul" (Perico Sambeat) - 5:24
8. "Deep Song" (Cory - Cross) - 6:33
9. "While My Lady Sleeps" (Kaper - Kahn) - 5:17
10. "Flor de perdición" (Raúl Díaz) - 4:08
11. "Cuando me vaya" (Joan Manuel Serrat) - 2:50

## Intérpretes
- Perico Sambeat: saxofón alto y soprano
- Bernardo Sassetti: piano (en los temas 1, 3, 5-11)
- Albert Sanz: piano (en los temas 2 y 4)
- Javier Colina: contrabajo
- Borja Barrueta: batería

## Créditos de producción
- Producción artística: Perico Sambeat
- Producción ejecutiva: Fernando Rosado y Ferran López
- Producción técnica: Carles Ponce, asistido por Basi García
- Grabado en los Estudios CATA los días 22 y 23 de diciembre de 2010 por Óscar Herrador asistido por Manuel Pájaro y Emilio García
- Mezclado y masterizado en MS Estudios por Óscar Herrador
- Diseño gráfico: Laura Montoy
- Fotografía: Bernardo Sassetti